# Zabrotes subfasciatus
Zabrotes subfasciatus är en skalbaggsart som först beskrevs av Karl Henrik Boheman 1833.  Zabrotes subfasciatus ingår i släktet Zabrotes och familjen bladbaggar. Inga underarter finns listade i Catalogue of Life.

## Bildgalleri

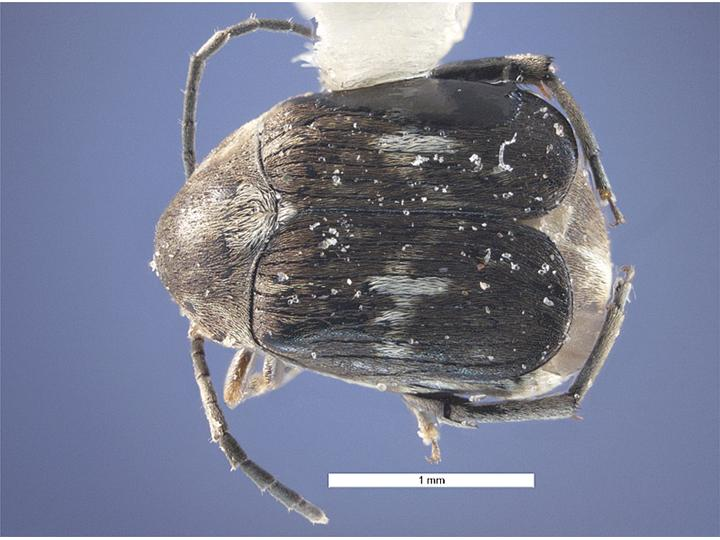
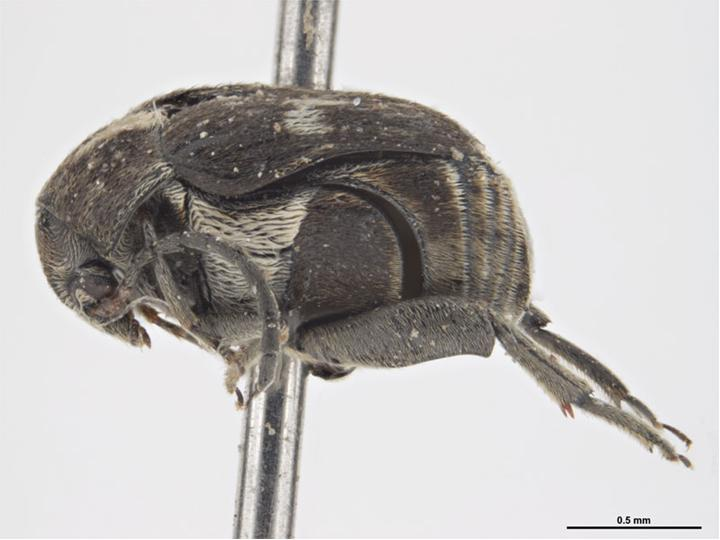
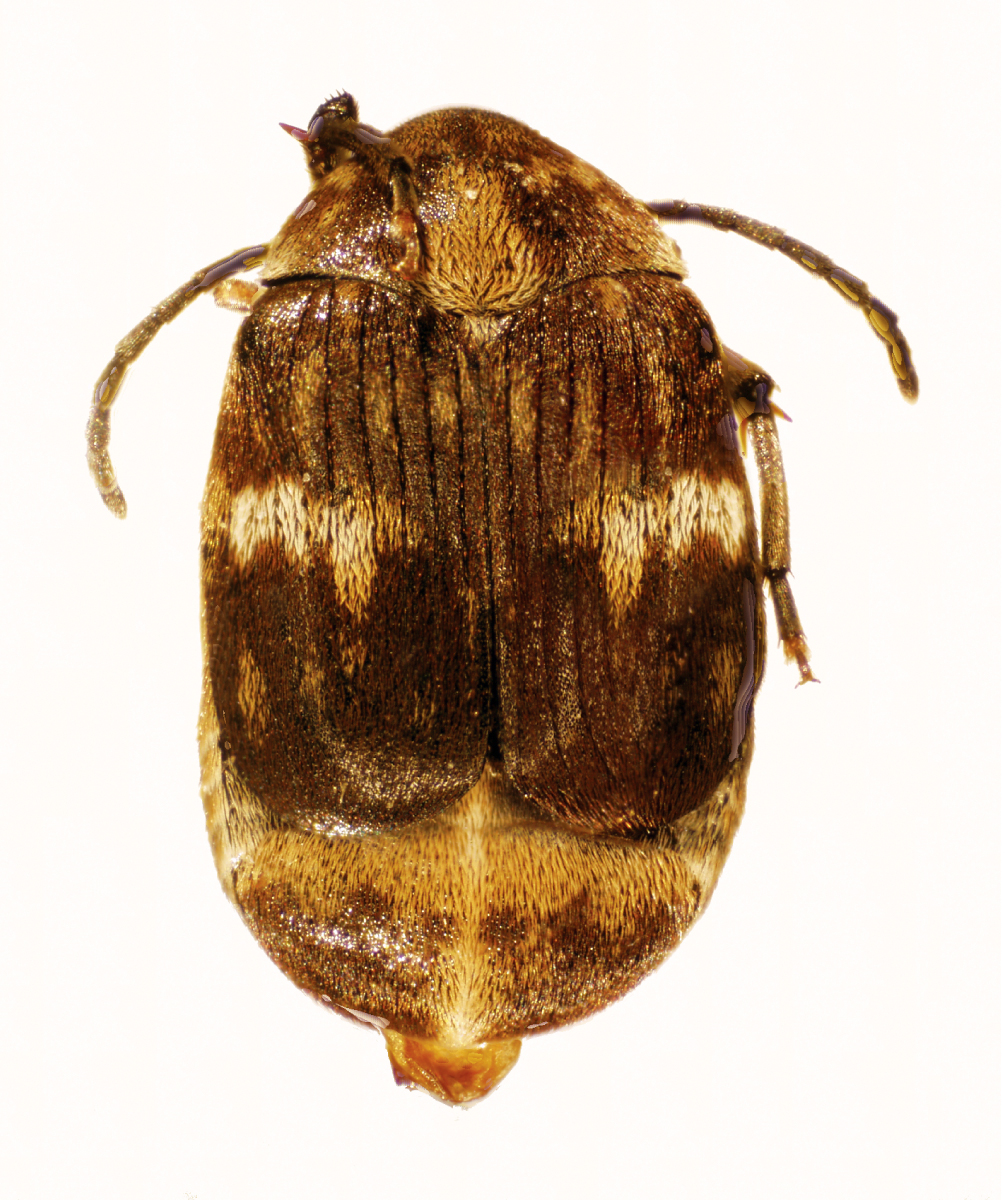
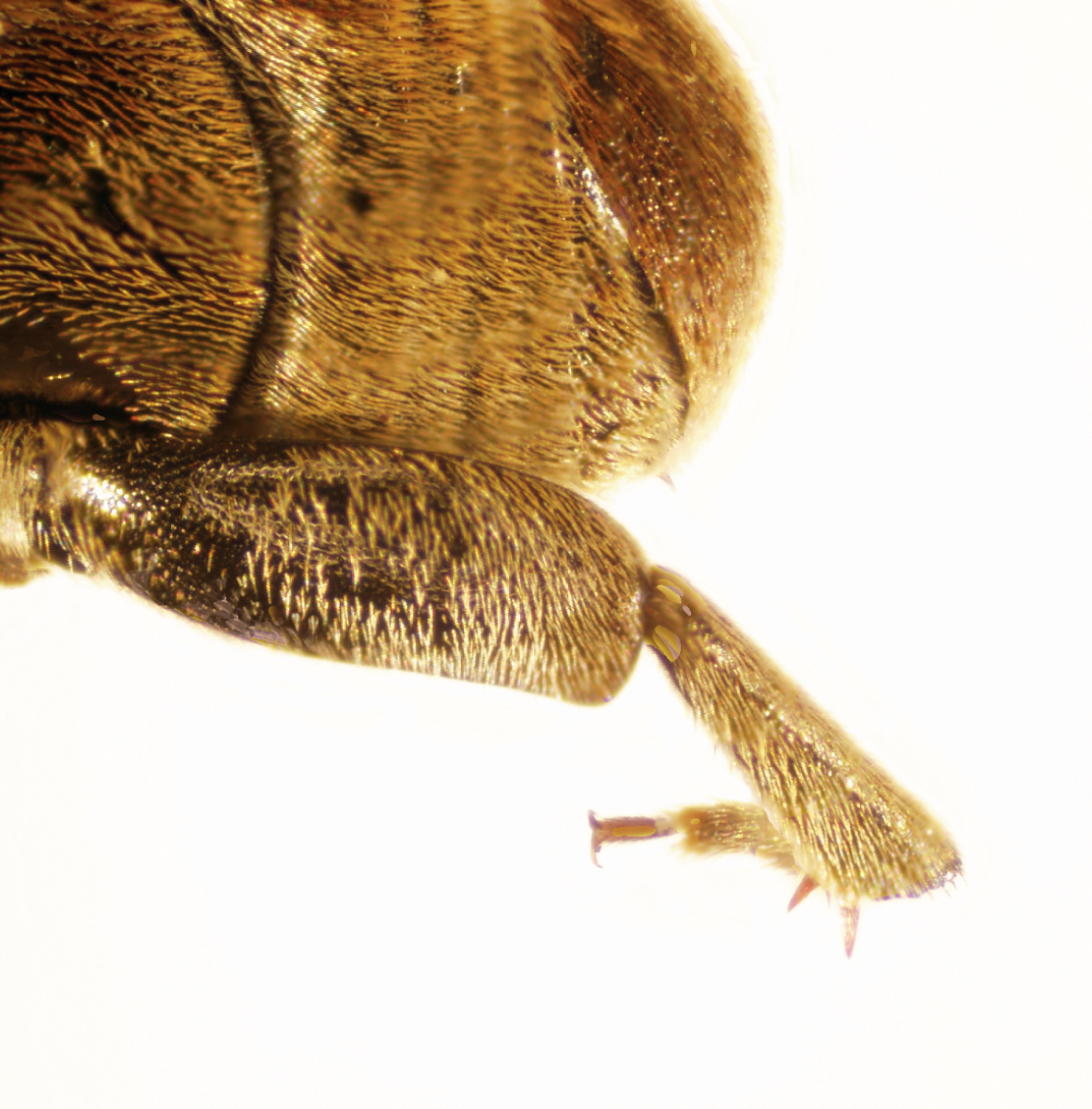